# Fonction redistributive de l'impôt
 (janvier 2008).
Si vous disposez d'ouvrages ou d'articles de référence ou si vous connaissez des sites web de qualité traitant du thème abordé ici, merci de compléter l'article en donnant les références utiles à sa vérifiabilité et en les liant à la section « Notes et références ».
La fonction redistributive de l'impôt vise à réduire ou à atténuer les inégalités de revenus les ménages d'une même société. Elle s'appuie sur la progressivité du barème de l'impôt. 
Elle ne doit pas être confondue avec la redistribution de revenus qui correspond à un flux monétaire et passe par les transferts sociaux, ni avec d'autres mécanismes d'atténuation des inégalités tels que la mise à disposition gratuite ou à bas coût de services comme l'enseignement; ou encore des interventions directes par un gouvernement sur le marché, visant à encadrer ou limiter certains prix (exemples : SMIC en France, prix du pain en Égypte). 